# Liczba Schmidta
Liczba Schmidta (Sc) – liczba podobieństwa odnosząca się do zjawiska dyfuzji.
Procesy dyfuzyjne opisane jednakową wartością tej liczby przebiegają podobnie.

## Definicja
Liczba ta jest definiowana następująco:
{\displaystyle \mathrm {Sc} ={\frac {\nu }{D}},}
gdzie:
{\displaystyle \nu } – lepkość kinematyczna płynu,
{\displaystyle D} – współczynnik dyfuzji.